# Slivoň švestka

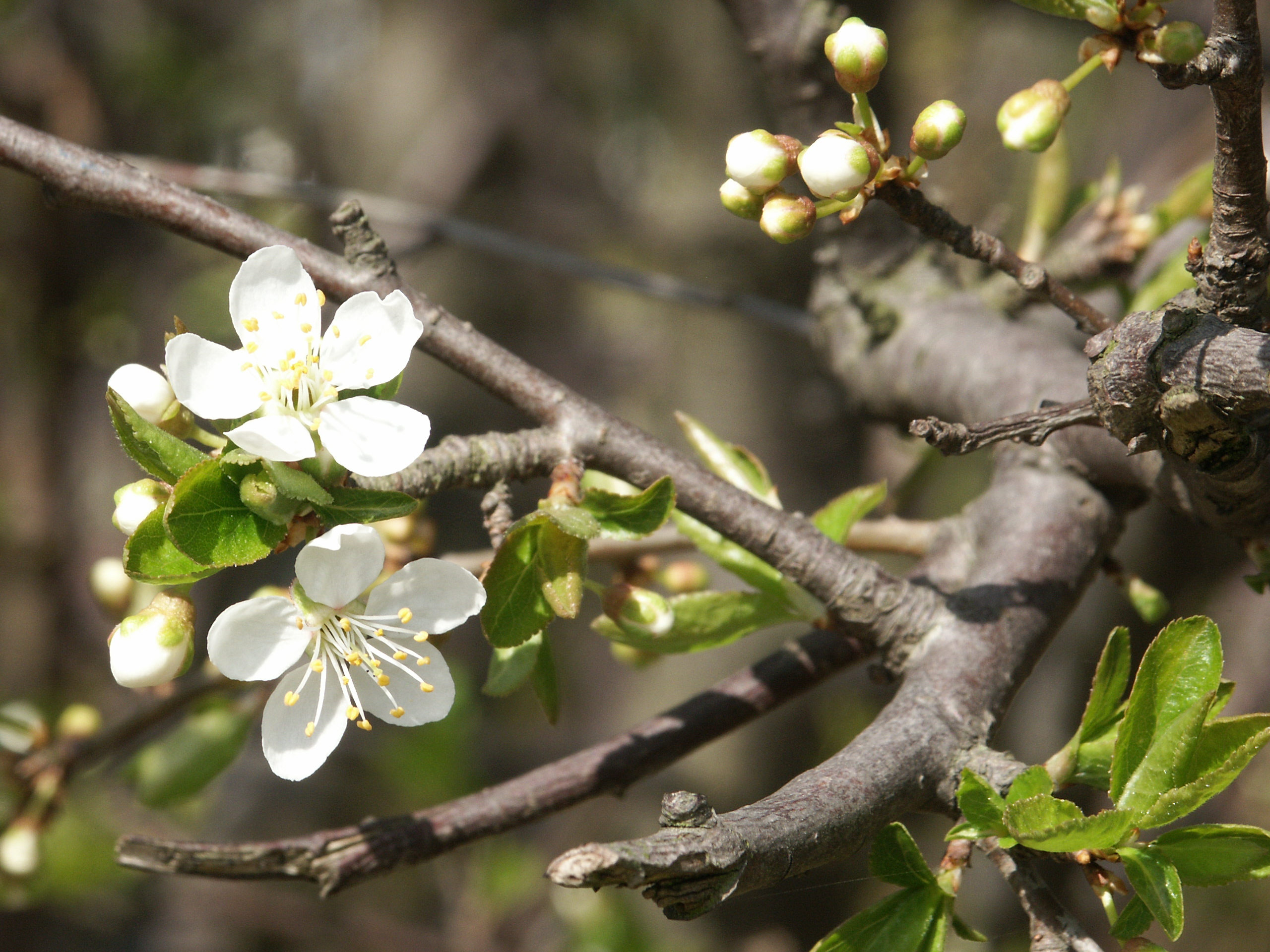
Kvetoucí švestka

Slivoň švestka nebo švestka domácí (Prunus domestica) je známý strom z rodu slivoň (Prunus) a čeledi růžovitých. Plodem slivoně švestky je švestka (ve východních Čechách slíva, na střední Moravě kadlátka či kadlátko, na východní Moravě trnka a ve Slezsku sliva či slivka). Je to peckovice modré až fialové barvy, mírně nasládlé chuti. Plody se konzumují syrové, konzervované mražením nebo kompotované, vyrábějí se z nich povidla, plní se jimi ovocné knedlíky, buchty i koláče, suší se nebo se z nich po zkvašení destilací vyrábí slivovice.
Ve střední Evropě má pěstování švestky domácí, stromovité dřeviny nižšího vzrůstu, dlouhou tradici. Švestka bývá součástí ovocných sadů. Snadno se množí vegetativně, výmladky. Je spíše teplomilná a daří se jí v mírném podnebí. Je známo mnoho různých šlechtěných forem domácí švestky. Většinou se jedná o odrůdy krajového významu. Mezi ně patří i šlapanická švestka.

## Popis
Jedná se o strom nebo keř, který je až 10 m vysoký. Korunu má obvykle vejcovitou a bohatě větvenou. Kmen má hnědošedou, matnou borku, která je podélně mírně rozpraskaná. Letorosty jsou chlupaté až olysalé. Mladé jsou zelené a ze začátku mírně chlupaté. Starší větévky jsou lysé a mají fialově hnědou až černohnědou barvu. Někdy mají též kolce. Pupeny většinou nabývají kuželovitého tvaru, jsou špičaté, jejich šupiny mají tmavohnědou až fialově hnědou barvu.
Listy rostou střídavě nebo nahloučené na brachyblastech. Čepel je obvejčitá až podlouhle vejčitá či dokonce eliptická. Její délka se pohybuje v rozmezí 2–10 cm, nejčastěji je však rozmezí 4–8 cm. Šířka čepele je 1,5–5 cm. Vrchol je často tupě špičatý až tupý, na bázi je klínovitě zúžený a okraje jsou jemně vroubené nebo pilovitě zubaté. Svrchní strana je šedozelená až tmavozelená, lysá či slabě chlupatá. Na spodní straně je světlejší a krátce chlupatá až olysalá. Řapík je 1–2 cm dlouhý a s 1 až 2 žlázkami nebo výjimečně bez nich.
Květy obvykle vyrůstají po 1 až po 3, nejčastěji však po 2, jsou zelenavé a v průměru měří 1,5–2,5 cm. Vykvétají ve stejnou dobu, kdy raší listy. Květní stopka je dost krátká, 0,5–1,5 až 2 cm dlouhá. Kališní lístky jsou 2,5–5 mm dlouhé, vejčité a slabě chlupaté. Korunní lístky jsou obvejčité až eliptické s délkou od 7 do 15 mm, široké 3–8 mm a krátce nehetnaté. Doba kvetení je od dubna do května.
Plod je většinou podlouhlý až široce vejcovitý, 2–5 cm dlouhý, někdy i elipsoidní a výjimečně nabývá kulovitého tvaru. Barva je tmavomodrá, fialovomodrá až modročerná či načervenalá. Má výraznou aromatickou vůni, a příjemně nasládlou chuť. Je objemný s podélnou rýhou, dužnatý a šťavnatý. Pecka je elipsovitá, na vrcholu špičatá, na bázi zaoblená a bočně zploštělá. Má hnědou až červenohnědou barvu.

## Původ a variabilita
Druh je pravděpodobně hybridního původu, jedná se zřejmě o ustáleného přirozeného křížence druhů slivoň myrobalán (Prunus cerasifera) a slivoň trnka (Prunus spinosa). Existují též teorie, že vznikla zkřížením jihoevropského druhu P. coccomillia a P. spinosa, případně že jde o allopolyploidní taxon, který se vyvinul z myrobalánu. Pochází z Kavkazu, odkud se pak rozšířila do celého světa. Lidé jí při rozšiřování pomáhali přenášením odkopků a slivoň se stala často pěstovanou rostlinou. Jedny z nejstarších pecek našly archeoložky už v předhistorických sídlištích a ve vykopávkách z doby Římské říše. Původní švestky měly drobnější plody, které se spíše podobaly dnešním trnkám. Na české území se švestka dostala již v 5. století se slovanskými kmeny.
Blízce příbuzným druhem švestky, s největší pravděpodobností stejného hybridního původu, je slivoň slíva (Prunus insititia) a množství jejích variet, které se spolu dokáží též křížit. Vzhledem k dlouhé historii šlechtění a obrovskému množství kultivarů, vzájemných kříženců, lidových názvů a synonym je situace dosti nepřehledná. Ke klasifikaci tohoto taxonomicky obtížného komplexu, popisovaného někdy pro zjednodušení jako okruh druhů slivoně švestky (Prunus domestica agg.) existují v zásadě dva přístupy:
- Uznává se pouze jediný taxon na úrovni druhu – Prunus domestica – a množství jeho poddruhů: Prunus domestica subsp. oeconomica – švestky, P. d. subsp. insititia – slívy, P. d. subsp. intermedia – pološvestky, P. d. subsp. italica – renklody, P. d. subsp. pomariorum – blumy, P. d. subsp. prisca – modré renklody, P. d. subsp. syriaca – mirabelky, případně ještě další. Tento přístup je běžnější v západoevropské literatuře.[8]
- Uznávají se dva samostatné druhy: Prunus domestica a Prunus insititia; výše jmenované poddruhy jsou pak řazeny jako subspecie či konvariety, resp. skupiny kultivarů ke druhému z nich. Takovým způsobem je uvádí též Květena ČR či databáze Plants of the World.[9][10]

## Ekologie a rozšíření v Česku
Slivoň domácí je pěstována v sadech a zahradách v celé ČR. Nejvíce plodí v teplejších oblastech v nadmořské výšce mezi 300–500 m, s ročními srážkami okolo 500–700 mm ročně a na nepříliš živinami bohatých a středně těžkých půdách. Špatně snáší jarní mrazy, naproti tomu zimní mrazy jí nevadí. Na křovinatých svazích, v okolí sadů a v příkopech často zplaňují. Plané rostliny nedosahují vysokého věku. Nalézáme je v pohraničí jako zbytky kultury. Nejlepší švestky na našem území jsou pěstovány na jižní Moravě ve Vizovických vrších a v Čechách v Železných horách. 
Pěstování slivoní stěžují virové choroby, hlavně šarka, která je velmi rozšířená. Způsobuje deformaci a následné opadávání listů a plodů. Významným škůdcem, jehož larvy se vyvíjejí v jádrech pecek, a v důsledku způsobují hromadný opad plodů, je tmavka švestková.

## Význam

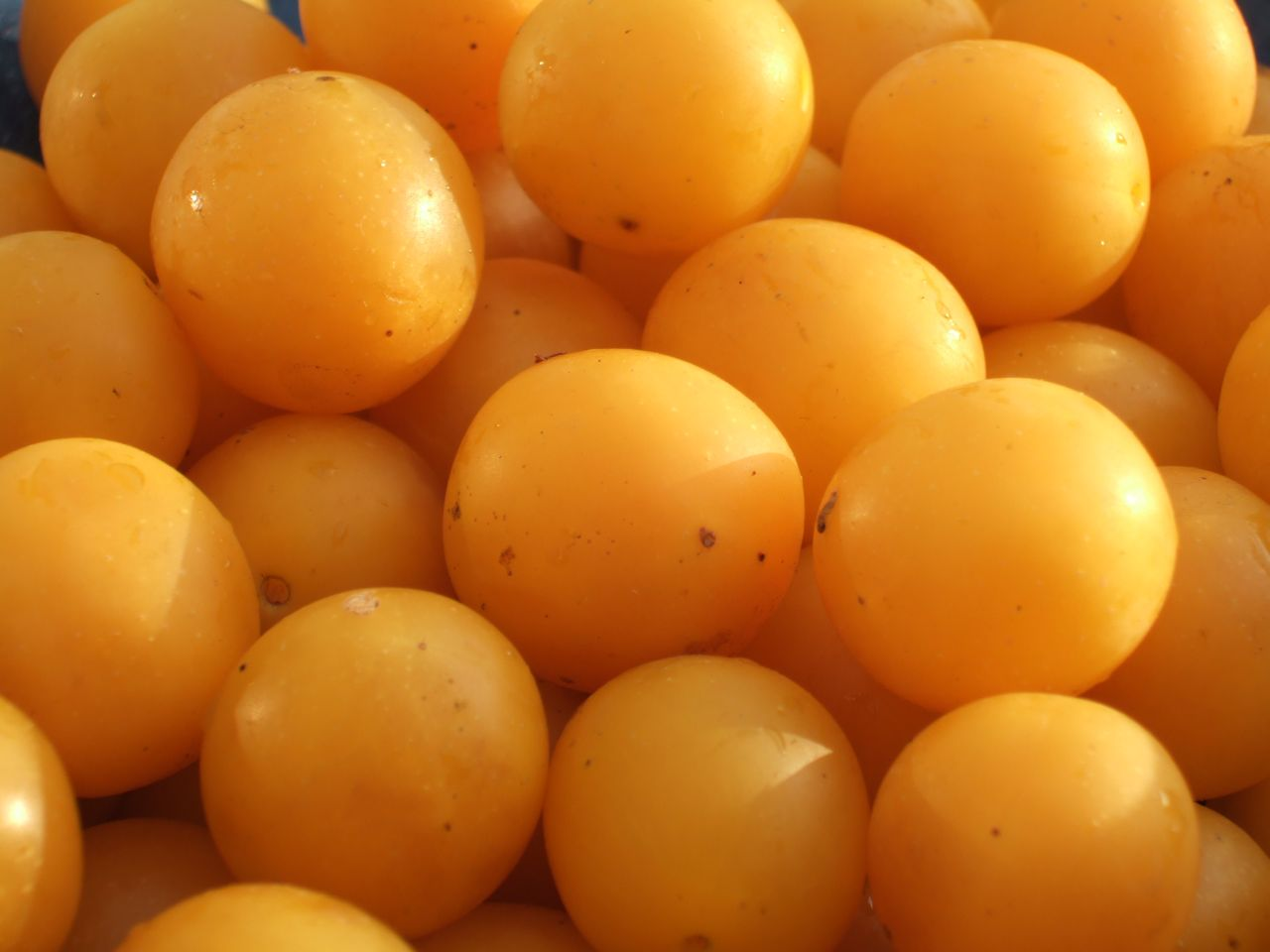
Mirabelka

Švestky jsou velmi oblíbené ovoce nejen v Česku, ale také v zemích bývalé Jugoslávie, jsou důležitým prvkem hospodářství a vývozu. Používá se v potravinářském a konzervárenském průmyslu. Vyrábí se z nich kompoty, povidla, sušené švestky, aj. Vyzrálé až přezrálé plody se nechají zkvasit a používají se k výrobě destilátů (slivovice). Jsou velmi oblíbené v kuchyni, plní se jimi ovocné knedlíky, povidly se plní buchty i koláče. Dřevo švestky se v nábytkářství používá jen zřídka, spíše se využívá pro výrobu drobných předmětů.

## Složení plodů
Plody obsahují 78 % (přezrálé) až 87 % (nezralé) vody, 7 % až 14 % cukru (invertní cukr 6 %, sacharosa 4,8 %). Švestky také obsahují organické kyseliny (např. jablečná), třísloviny, dusíkaté látky, minerální látky (sodík, draslík, fosfor, vápník, hořčík, železo) a vitamíny (provitamín A 0,21 mg/%, B1 0,14 mg/%, B2 0,03 mg/% a C 5 – 10 mg/%).

## Metody rozmnožování
Někdy jsou švestky rozmnožovány z výhonů (výmladků) rostoucích u paty starých stromů. Toto může být provedeno jen v případě odrůd pěstováných na jejich vlastních kořenech, jinak vegetativně rozmnožené dřeviny nebudou stejného kultivaru jako strom který je úmyslem rozmnožit. Tato metoda je tedy levná, ale ne příliš používaná. Švestky jsou obecně rozmnožovány buď roubováním nebo očkováním. Podnož může být vypěstována ze semena sadařem nebo jednoletá podnož může být zakoupena od dovozce.
Obecně používanou metodou je roubovat na jednoletou podnož. Roubování starých švestek je používáno velmi málo. Bývá používáno v některých případech pro obnovu koruny stromů které byly poškozené. Švestky rozmnožované očkováním jsou jednoleté stromy na podnoži. Kořeny a vrcholy jsou zakráceny a stromy prodány na jaře. Důkladná kultivace je vhodná během období když je provedeno očkování v srpnu. Pupen zůstává spící do následujícího jara, když růst začíná a vrchol podnože by měl být odříznut těsně nad pupenem. Strom může být vydobyt následující rok a prodaný jako jednoletý strom (špičák) nebo může být zapěstován na korunku a prodán jako dvouletý strom.

### Podnože
Švestky jsou úspěšně pěstovány na řadě různých podnoží. V Nové Anglii a Severoatlantických Státech je za nejvhodnější podnož považován myrobalán, ačkoli některé z japonských švestek jsou očkovány na broskev, zvláště v písečné půdě, a některý z domácích druhů jsou štěpovány na americké podnože. Někteří školkaři dávají přednost podnoži St. Julien, která je však dosti drahá. Myrobalánové podnože jsou používány téměř výlučně, protože stromy rostlé na této podnoži jsou ve 2. roku věku větší než stromy na jiných podnožích. Další výhodou je, že podnože jsou levné a mají dobrou afinitu s téměř všemi odrůdami dováženými ve velkém z Francie.
Nevýhodou myrobalánu je, že v chladnějších oblastech mohou kořeny namrzat.
Dříve byla podnož St.Julien používána častěji než myrobalán a někteří pěstitelé tvrdí že je mnohem lepší podnož než jakákoliv jiná pro křížence. To je založeno na víře, že stromy déle žijí, jsou více otužilé. Nevýhodou je že jsou drahé, těžko dostupné, a podnože jsou napadány houbovitými chorobami. Broskvové podnože lépe snášejí horko a sucho a mají dobrou afinitu s kultivary Prunus salicina, ale broskvové podnože jsou někdy napadány škůdci.
V USA byla jako podnož používána Mariannina švestka. Je údajně křížencem mezi myrobalánem a původní chickasawskou švestkou a bývá rozmnožována rouby. V chladnějších částech USA jsou nejvhodnější původní švestky. Nevýhodou této podnože je drahé osivo a dost špatně srůstají s odrůdami.
V ČR je nejpoužívanější podnoží pro slivoně myrobalán. Myrobalán je velmi různorodý ve vlastnostech, a má různý vliv na naštěpované odrůdy, takže způsobuje různě intenzivní růst naštěpovaných odrůd a rozdílný nástup do plodnosti, plodnost stromů atp. Má také různou afinitu. Je však značně přizpůsobivý půdním podmínkám. Většina ušlechtilých odrůd slivoní s myrobalánem dobře srůstá. Také je používána Wangenheimova švestka a její kříženci. Často používanou vegetativně množenou podnoží je MY-KL-A – červenolistý myrobalán. Kříženec mezi Prunus cerasifera a P. cerasifera 'Atropurpurea'. Podnož je snadno množitelná ze zelených i dřevitých řízků.

## Pěstování
Slivoně prospívají na různorodých půdách, hlavní je, aby půda byla dost propustná. Kříženci P. d. insititia rostou na bohatých jílovitých hlínách, a kultivary Prunus salicina rostou dobře na půdách vhodných pro broskve nebo písčitoštěrkové hlíně. Na tichomořském pobřeží, švestky rostou na různých půdách, v mnoha případech jsou zavlažovány.

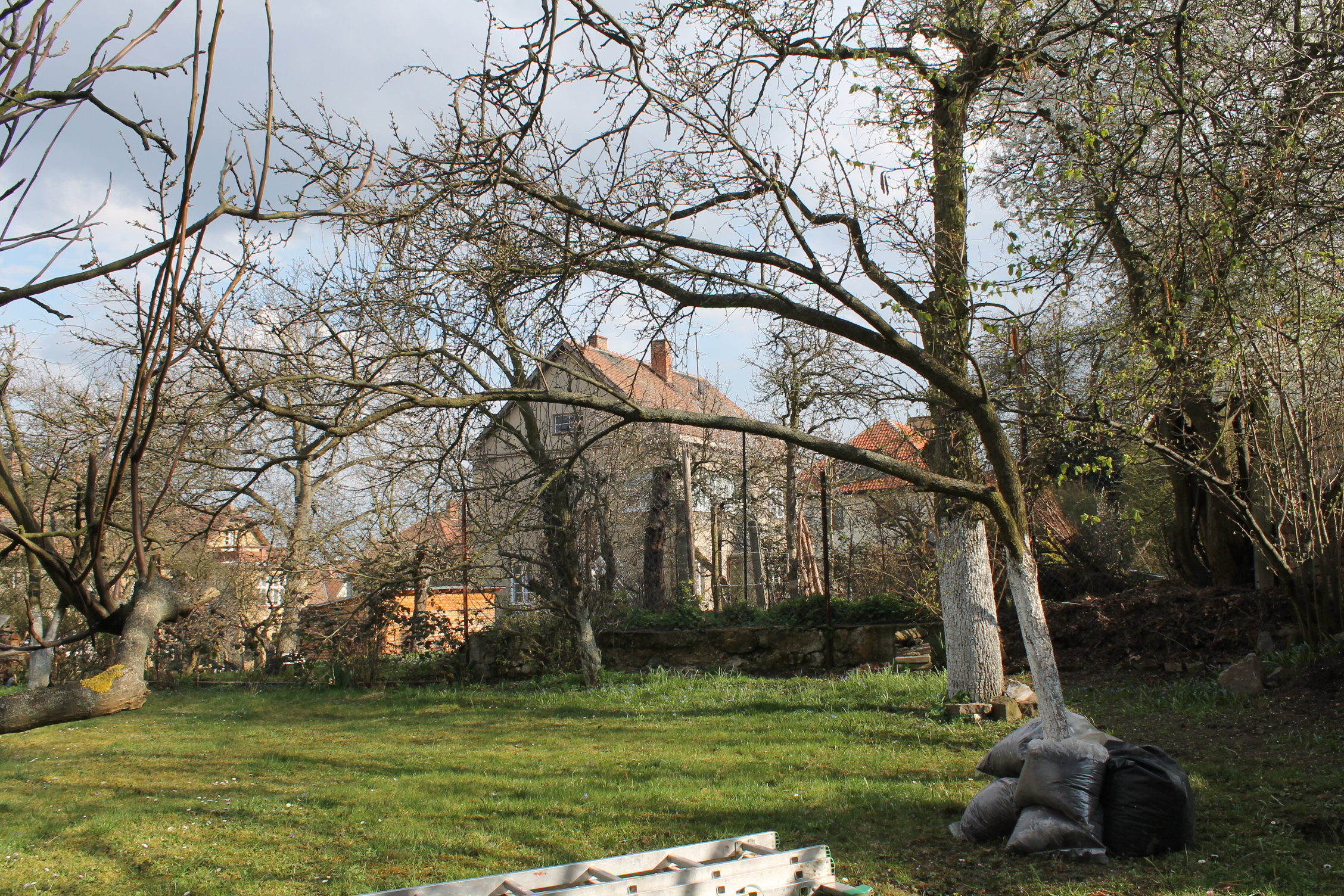
Slivoň, jejíž kosterní větve jsou deformovány nedostatkem světla, dřevina roste pod korunou ořechu

Zvlněný terén je považován za lepší než rovná půda pro pěstování švestek, kvůli lepšímu odvodnění a průtoku vzduchu. Severní svahy bezpochyby snižují riziko poškození pozdními mrazíky, alespoň do určité míry. Někteří pěstitelé švestek ovšem preferují jihovýchodní svahy, a to zejména v regionech, kde pozdní mrazy nejsou závažným problémem.

### Spon a uspořádání odrůd
V minulosti byla tendence vysazovat slivoně příliš blízko u sebe. V současné době je tendence k širší výsadbě, 3,7–6,1 m od sebe. Stromy jakéhokoliv volně rostoucí odrůdy by měly být vysazeny v té delší vzdálenosti.
Je vždy vhodné zasadit ty odrůdy, které mají být sklizeny jako první, v části sadu nejdále od převládajícího větru, a ty, které mají být sklizeny jako poslední na straně sadu, odkud vítr vane. Cílem je, aby se zabránilo, pokud je to možné, šíření spór moniliózy. Tyto spory přirozeně napadají zralé ovoce dříve, a stojí-li taková dřevina na návětrné straně, bude pak stálým zdrojem infekce do celého sadu.
Mnoho odrůd švestek je cizosprašných, jsou sterilní, pokud jsou opylovány vlastním pylem, netvoří pak tedy ovoce. Z tohoto důvodu je nutné vysadit u sebe dvě odrůdy, které kvetou ve stejném období. Dobrý způsob, jak zajistit opylení je zasadit tři řádky jedné odrůdy, pak tři řady další odrůdy, a tak dále střídavě.

### Agrotechnika
V nejlepších švestkových sadech jsou obvykle v meziřadí pěstovány další plodiny. Agrotechnika tak obvykle sestává z mělké orby na jaře, následuje pěstování plodin v meziřadí až do konce července a srpna, kdy je zaseto zelené hnojení. Může být použit jetel, vikev, sója, oves nebo ječmen, nebo jejich směsi s tuřínem a řepkou, v závislosti na umístění. Nejvhodnější jsou luštěniny, protože přidávají dusík a humus do půdy. V některých lokalitách může být nezbytné pěstování zeleného hnojení až do srpna, protože švestky mají velkou spotřebu vody, je často velmi důležitým faktorem růstu.

### Řez
Rozsah řezu slivoní se liší podle odrůdy. Odrůdy slivoní druhu slivoň švestka (Prunus domestica) přirozeně dělají dobré koruny s malými úpravami prořezáváním, a je třeba jen toho, aby se občas větev odstranila, či aby se vrchol koruny prosvětlil, protože příliš zhoustnul. Mnoho z původních švestek tvoří stromy, které jsou s křivými kmeny, nepravidelné a nevzhledné, nebo které mají husté, trnité koruny, které tvoří sběr plodů velmi obtížným. Tyto chyby v růstu musí být opraveny řezem. Nicméně, mnoho pěstitelů je toho názoru, že původní druhy švestek by neměly být řezány tak silně jako jabloně. Na druhé straně bylo zjištěno, že je nutné prořezávat některé odrůd švestek velmi silně. Ve skutečnosti, někteří pěstitelé doporučují zmlazování, kvůli tomu, že slivoně mají tendenci dělat dlouhé výhony každý rok. Je velmi důležité mít na paměti, že ti pěstitelé, kteří začínají silně prořezávat, musí v tomto způsobu údržby pokračovat důsledně. A někteří pěstitelé věří, že ti, kteří prořezávají málo, mohou použít i jiné prostředky ke kontrole růstu a zajistit stejné výsledky. Raná plodnost je sama o sobě jedním ze způsobů kontroly růstu.
Dvě metody zahradnických úprav slivoní jsou běžné. Jednou z nich je, aby korunu tvořil terminál se čtyřmi nebo pěti kosterními větvemi vycházejícími z něj. Terminální výhon je kontrolován řezem po dosažení určité výšky. Tato metoda je často používána pro Prunus domestica i odrůdy Prunus insititia. Druhý způsob , který je často používán pro odrůdy Prunus triflora, je vytvoření kotlovité koruny odstraněním terminálu a vytvořením koruny ze čtyř kosterních větví. Takto tvoří dřevina tvar vázy, nebo něco jako obrácený deštník. Větve by měly být 4–6 palce od sebe na kmeni, aby se zabránilo vylomení. Stromy mají obvykle korunu asi 2 metry od země. 
Následný řez se skládá z odstranění větví, které překračují vhodnou délku. Až stromy začínají rodit, méně prořezávání vede k časné plodnosti.

### Hnojení
Slivoně mají poměrně hluboké kořeny a vzhledem k této skutečnosti nevyžadují příliš přihnojování. Slivoně nevyčerpají nijak úrodnost půdy a je známo, že někteří pěstitelé tvrdí, že půda ve švestkových sadech je poměrně úrodná.

### Probírka plodů
Aby bylo možné vyrobit prvotřídní ovoce, je obvykle nutné probírat plody slivoní. Slivoň často nasadí dvakrát až desetkrát více plodů, než co může dozrát. To platí zejména pro některé z japonských a původních druhů švestek. V některých lokalitách se probírka plodů švestek již stala zvykem. V jiných lokalitách to ale naproti tomu velmi zanedbávají. Probírka plodů by měla být provedena okamžitě na začátku léta, často v červnu. Žádná švestka, která by mohla přijít do styku s jinou, by neměla být ponechána. Někteří pěstitelé tvrdí, že probírka plodů by měla plody držet 6–9 palců od sebe na větvích. Nejlepší způsob je ruční práce. Tato metoda je ovšem poněkud drahá, ale pěstitelé, kteří ji praktikují, zjišťují, že kvalita ovoce zajistí pokrytí více než nákladů za provedení operace. 

### Obnovení starých sadů
Švestka obvykle zdaleka není tak dlouhověká jako jabloň nebo hrušeň a z tohoto důvodu nenabízí tak velké možnosti rekonstrukce starých stromů, jako jsou uvedené druhy. Z tohoto důvodu jsou i poměrně málokdy renovovány zanedbané švestkové sady. Když je švestkový sad zanedbán po řadu let, výnos klesá tak rychle, že se obecně doporučuje vysadit nové stromy, spíše než pokoušet zachránit starý ovocný sad.

### Sklizeň
Švestky musí být sklizeny několik dní před tím, než jsou dokonale zralé, a čím větší je vzdálenost, na kterou mají být odeslány, tím nezralejší musí být sklizeny. Švestky, pokud plně dozrají na stromě, jsou mnohem náchylnější k napadení moniliózou, než když jsou sklizeny nezralé. Mnoho odrůd druhu Prunus triflora lze sklidit 6–10 dnů před tím, než plody zcela dozrají a mohou rozvíjet barvu a chuť po sklizni. Odrůdy Prunus domestica mohou dozrát na stromech, dokud nejsou dobře zbarvené, ale musí se sklidit pevné. Neexistuje žádná vyhovující mechanické zařízení pro sběr švestek a práce musí být provedena ručně. Stopky by měly být ponechány na švestkách, protože při jejich odstranění je poškozena pokožka a ovoce může předčasné hnít. 

### Třídění
V mnoha případech je balení švestek, ve kterém je ovoce prodáváno, také tou nádobou, do které se sklízí. Pěstitelé, kteří třídí své švestky před odesláním, si tak mohou zajistit lepší cenu. V některých západních státech USA jsou švestky pečlivě tříděny před expedicí.

## Odrůdy
- Ananasová česká
- Bryská slíva
- Bystrická muškátová
- Čačanská lepotica
- Čačanská najbolja
- Čačanská raná
- Domácí velkoplodá
- Elena – pozdní
- Hanita
- Hanka
- Herman – raná
- Chrudimská
- Jo-Jo
- Juno
- Katinka
- Nancyská mirabelka
- Opál
- Presenta
- President
- Ruth Gerstetter
- Stanley
- Tophit
- Toptaste

## Choroby a škůdci
- Apiosporina morbosa
- Conotrachelus nenuphar je jedním z nejobtížnějších druhů hmyzu poškozující švestky v USA.
- Coccotorus scutellaris poškozuje plůdky slivoní v USA
- monilióza (Monilinia fructicola)
- mšice
- rez švestková
- šarka
- štítenka zhoubná Qraspidiotus perniciosus (červec San José)
- Taphrina communis